# The Tarnished Angels
The Tarnished Angels (br Almas Maculadas / pt O Meu Maior Pecado) é um filme estadunidense de 1958 do gênero Drama, dirigido por Douglas Sirk. Roteiro de George Zuckerman de uma novela de 1935 chamada Pylon de autoria de William Faulkner. O estúdio Universal International reúne uma vez mais o diretor Sirk e o trio de atores (Rock Hudson, Robert Stack e Dorothy Malone) que haviam trabalhado anteriormente no filme Written on the Wind dois anos antes. O diretor preferiu filmar em preto e branco (CinemaScope) para melhor capturar a atmosfera da época. O escritor Faulkner considerou o filme a melhor adaptação cinematográfica de uma obra sua..

## Elenco
- Rock Hudson...Burke Devlin
- Robert Stack...Roger Shumann
- Dorothy Malone...LaVerne Shumann
- Jack Carson...Jiggs
- Robert Middleton...Matt Ord
- Alan Reed...Coronel T.J. Fineman
- Troy Donahue...Frank Burnham
- William Schallert...Ted Baker
- Christopher Olsen...Jack Shumann

## Sinopse
Em 1932, o ex-piloto da I Guerra Mundial Roger Shumann arrisca a vida ao se apresentar em shows aéreos para ganhar prêmios em dinheiro para manter seu avião, seu mecânico, sua esposa e filho criança. Ao chegar para a apresentação em Louisiana durante o Carnaval da cidade, o repórter Burke Devlin o procura para uma história e acaba por ceder seu apartamento para ele e os acompanhantes passarem a noite. Enquanto assiste ao acidentado festival aéreo, Burke se apaixona pela bela LaVerne, cobiçada por todos a sua volta e, aparentemente, desprezada pelo marido.